# The Looney Tunes Show
Looney Tunes Show – amerykański serial animowany. Jest to kontynuacja filmów i seriali o przygodach Królika Bugsa, Kaczora Daffy’ego i innych postaci ze Zwariowanych melodii.

## Fabuła
Fabuła serialu skupia się wokół Królika Bugsa i Kaczora Daffy’ego, którzy opuszczają las i przenoszą się do przedmieścia pełnego „kolorowych sąsiadów”, takich jak Yosemite Sam, Babcia, Kot Sylwester, Kanarek Tweety, Prosiak Porky, Króliczka Lola, Speedy Gonzales i inni. Teraz Bugs i Daffy mieszkają razem pod jednym dachem jako współlokatorzy. Każdy odcinek serialu zawiera krótkie segmenty wplecione w główną fabułę – trójwymiarowe kreskówki ze Strusiem Pędziwiatrem i Kojotem Willym oraz „Zwariowane melodie”, dwuminutowe klipy, w których klasyczne postacie śpiewają oryginalne piosenki.

## Obsada (głosy)
- Jeff Bergman – 
  - Królik Bugs (głos),
  - Kaczor Daffy (głos)
- Billy West – 
  - Elmer Fudd (głos),
  - różne głosy
- Bob Bergen – 
  - Prosiak Porky (głos),
  - Doug (głos),
  - Mężczyzna (głos),
  - Ciocia Daffy’ego (głos)
- Kristen Wiig – Króliczka Lola (głos)
- Anna Mumolo – Kaczka Tina Russo (głos)
- Maurice LaMarche – 
  - Yosemite Sam (głos),
  - różne głosy
- Joe Alaskey – 
  - Tweety (głos),
  - Kot Sylwester (głos)
- Eric Bauza – 
  - Marvin (głos),
  - Gavin (głos)
- Fred Armisen – Speedy Gonzales (głos)
- Jim Cummings – 
  - Diabeł Tasmański (Taz) (głos),
  - Opiekun w zoo (głos)
- June Foray – 
  - Babcia (głos),
  - Dziewczyna (głos)
- Kwesi Boakye – Gossamer (głos)
- René Auberjonois – Pepe Le Swąd (głos)

## Postacie
- Królik Bugs – królik, mieszka na przedmieściach Los Angeles w dobrze wyposażonym domu, ma swój samochód kompaktowy, spotyka się z przyjaciółmi (np. z Kaczorem Daffy i Prosiakiem Porky). Królik mieszka z dwójką współlokatorów – Kaczorem Daffy i Myszą Speedy Gonzalesem (w norce w kuchni). W swoim domu zapewnia również zakwaterowanie i wyżywienie dla innych postaci, spędza czas oglądając telewizję (np. sport i telenowele). Bugs spotyka się ze swoją dziewczyną Lolą. Lubi jeść marchewki. Jego ulubionym gatunkiem muzyki jest smooth jazz. Jest odpowiedzialny i porządny, wiele postaci ceni sobie jego zdanie.
- Kaczor Daffy – kaczor, jest przyjacielem i współlokatorem Królika Bugsa. Nie ma możliwości zarabiania z powodu braku wykształcenia. W niektórych odcinkach udaje mu się zdobyć pracę, ale tylko na krótko. Daffy bywa nie tylko głupkiem, jest również pesymistą, egoistą, arogantem, chciwcem, bywa również oszustem. Ma swoją Platformę Paradną (która wygląda jak on sam). Często pakuje siebie lub innych w kłopoty. Daffy spotyka się ze swoją dziewczyną Tiną Russo.
- Prosiak Porky – knur, jąkający się przyjaciel Królika Bugsa i Kaczora Daffy’ego. W czasach licealnych był członkiem szkolnej drużyny koszykówki i dokuczał Daffy'emu. Zostaje ojcem zastępczym Henriego.
- Elmer Fudd – dziennikarz z wadą wymowy – literę „r” wymawia jak „ł” (np. swoje imię Elmeł Fudd).
- Yosemite Sam – kowboj, jeden z sąsiadów Królika Bugsa i Kaczora Daffy’ego. Czasami bywa kłamcą, oszustem i złodziejem. Nieodłącznym elementem postaci są duży kowbojski kapelusz, maska na oczach i czerwone wąsy.
- Babcia – starsza pani, która jest sąsiadką Królika Bugsa i Kaczora Daffy’ego. Udziela lekcji gry na fortepianie. Podczas II wojny światowej była agentką Stanów Zjednoczonych (uczestniczyła w powstaniu Paryskim).
- Sylwester – domowy kot Babci, który próbuje złapać Speedy’ego i Tweety’ego żeby ich zjeść, ale nigdy mu się to nie udaje. Co ciekawe pomimo tego że jest pupilem Babci, jego matka (i prawdopodobnie też jego brat) żyją jak ludzie podobnie jak Bugs czy Daffy.
- Kanarek Tweety – domowy ptaszek Babci, któremu zawsze udaje się uciec przed Sylwestrem. Razem z Babcią walczył w powstaniu Paryskim. Nie wiadomo jakiej jest płci, ani ile ma lat.
- Kojot Willy
- Struś Pędziwiatr
- Pepé Le Swąd – skunks i organizator wesel. Był siedem razy żonaty.
- Puma Pete – puma, kolega Daffy’ego, Porky’ego i Marvina. Pracuje jako dozorca w zoo.
- Kurak Leghorn – kogut, bogaty biznesmen, który miał dużą firmę. Bardzo lubi Daffy’ego i uważa go za człowieka sukcesu.
- Kura Prissy
- George P. Mandrake/Pies (ang. Barnyard Dawg) – basset, sędzia sportowy w klubie tenisowym.
- Królik Rodney – królik, przyjaciel Bugsa od wczesnego dzieciństwa, był z nim na letnim obozie. Ma brązową sierść i nosi okulary.
- Dr. Weisberg – lekarz. Królik Bugs, Kaczor Daffy i inne postacie zgłaszają się do niego w razie problemów zdrowotnych. Pracuje również w szpitalu.
- Jastrząbek Henry – młody jastrząb, który ma bzika na punkcie jedzenia kurczaków.
- Speedy Gonzales – mysz meksykańskiego pochodzenia, drugi współlokator Królika Bugsa, mieszka w norce, która znajduje się w kuchni. Speedy Gonzales jest bardzo szybką myszą, nikt nie dałby rady go złapać. Prowadzi swoją pizzerię – Pizzariba i lubi obsługiwać klientów.
- Marsjanin Marvin – mieszkaniec Marsa, który jest wrogo nastawiony do Ziemian i ma zamiar zniszczyć Ziemię, ale tylko Bugs i Daffy w postaci Dodgersa mogą go powstrzymać przed tą zbrodnią. Jest to spowodowane tym że w liceum nie miał zbyt dobrego życia. Marvin co jakiś przylatuje na Ziemię, żeby spotkać się ze swoimi licealnymi znajomymi. Ma na głowie wielki rzymski hełm, którego nigdy nie zdejmuje, dodatkowo w butach ma zamontowane rakiety, dzięki którym może latać. Łatwo i bardzo mocno się denerwuje.
- Diabeł Tasmański/Taz – diabeł tasmański który uciekł z zoo, został adoptowany przez Bugsa który wziął go za psa.
- Sylwester Junior
- Króliczka Lola – dziewczyna głównego bohatera. Lola jest obsesyjna, wypowiada się dużo w krótkim czasie. Nie jest zbyt rozgarnięta.
- Tina Russo – kaczka, dziewczyna Daffy’ego pracująca w Punkcie Ksero.
- Petunia – świnka, którą Porky poznaje na ślubie Becky. Zakochują się w sobie i prawdopodobnie są razem.
- Wiedźma Hazel – czarownica, sąsiadka Królika Bugsa i Kaczora Daffy’ego, uprawiająca czarną magię.
- Gossamer – duży kudłaty czerwony potwór, syn Wiedźmy Hazel.
- Gofery Mac i Tosh – gofery, bracia prowadzący antykwariat.
- Żółw Cecil – żółw, który wcześniej pracował jako przedstawiciel obsługi klienta w firmie kablowej Trans-Visitron. Później zajął się wyłudzaniem od ludzi pieniędzy ale Bugs przejrzał go i Cecil wylądował w więzieniu.

## Spis odcinków
| Premiera odcinka | Nr | Tytuł odcinka                                                                                | Zwariowane melodie                                                 | Struś Pędziwiatr i Kojot Willy                               |
| --- | -- | -------------------------------------------------------------------------------------------- | ------------------------------------------------------------------ | ------------------------------------------------------------ |
| |    |                                                                                              |                                                                    |                                                              |
| SEZON PIERWSZY |    |                                                                                              |                                                                    |                                                              |
| |    |                                                                                              |                                                                    |                                                              |
| 02.01.2012 | 01 | Kumple (Best Friends)                                                                        | Grillowany ser (Grilled Cheese)                                    |                                                              |
| Daffy i Bugs zgłaszają się razem do teleturnieju. Pytani są tam o wiedzę o sobie nawzajem. |    |                                                                                              |                                                                    |                                                              |
| 09.01.2012 | 02 | Tylko dla członków (Members Only)                                                            | Jestem z Marsa (I’m a Martian)                                     | Kulopad (Bubble Trouble)                                     |
| Na korcie tenisowym w KKDDC Bugs poznaje króliczkę Lolę. Po krótkim czasie sprawy przybierają całkiem inny obrót. |    |                                                                                              |                                                                    |                                                              |
| 16.01.2012 | 03 | Osadzeni (Jailbird and Jailbunny)                                                            | Wpadam w złość (Blow My Stack)                                     |                                                              |
| Przez Daffy’ego on i Bugs trafiają do więzienia. Kaczor nie może tego znieść i razem z Bugsem uciekają i prowadzą życie według Kodeksu Zbiega. |    |                                                                                              |                                                                    |                                                              |
| 23.01.2012 | 04 | Gość w dom (Fish and Visitors)                                                               | Jastrząbek (Chickenhawk)                                           |                                                              |
| Yosemite Sam postanawia być samowystarczalny i odłącza sobie prąd. Niestety, nie wszystko idzie po jego myśli i jego sąsiedzi są zmuszeni udzielić mu pomocy |    |                                                                                              |                                                                    |                                                              |
| 30.01.2012 | 05 | Potworny talent (Monster Talent)                                                             |                                                                    | Lina na piasku (A Zipline in the Sand)                       |
| Wiedźma prosi sąsiadów o pomoc w wychowaniu Gossamera w społeczeństwie. |    |                                                                                              |                                                                    |                                                              |
| 06.02.2012 | 06 | Zjazd absolwentów (Reunion)                                                                  | Kogut z klasą (Cock of the Walk)                                   | Fiu bździu gamoń (Fe Fi Foe Dumb)                            |
| Daffy zostaje zaproszony na zjazd absolwentów liceum. Nie ma jednak zamiaru tam iść, ponieważ prawie nic mu w życiu nie wyszło. Jedynym wyjściem wydaje się kłamstwo. |    |                                                                                              |                                                                    |                                                              |
| 13.02.2012 | 07 | Diabelny pies (Devil Dog)                                                                    |                                                                    | Niebezpiecznie bez względu na prędkość (Unsafe at Any Speed) |
| Z pewnego zoo ucieka diabeł tasmański. Zwierzę trafia pod opiekę Bugsa. Pozornie przyjazne stworzenie sprawia jednak duże kłopoty. |    |                                                                                              |                                                                    |                                                              |
| 20.02.2012 | 08 | Historia Kuraka (The Foghorn Leghorn Story)                                                  |                                                                    | Cichy, lecz śmiertelny (Silent But Deadly)                   |
| Kurak zatrudnia Daffy’ego podczas kręcenia swojej autobiografii filmowej. Tymczasem Bugs i Sam znajdują pewną wazę. Okazuje się ona niezwykle droga. Między sąsiadami wybucha kłótnia o to, do kogo powinna należeć.                                                                         |    |                                                                                              |                                                                    |                                                              |
| 27.02.2012 | 09 | Casa de Calma (Casa de Calma)                                                                | Serowy bandyta (Queso Bandito)                                     | Niefartowna żaglówka (Sail Fail)                             |
| Bugs i Daffy wyjeżdżają na wakacje. W kurorcie spotykają piękną Starlett Johanson. Zauroczony nią Daffy pragnie ją poderwać. |    |                                                                                              |                                                                    |                                                              |
| 05.03.2012 | 10 | Kawalerowie do wzięcia (Eligible Bachelors)                                                  |                                                                    | Zima w Blunderlandzie (Winter Blunderland)                   |
| Bugs, Daffy i Porky biorą udział w aukcji charytatywnej, z której zyski pójdą na cele dobroczynne. |    |                                                                                              |                                                                    |                                                              |
| 12.03.2012 | 11 | Kicha fortuny (Peel of Fortune)                                                              | Zakochani (We Are in Love)                                         | Heavy Metal (Heavy Metal)                                    |
| Daffy kradnie pomysł Bugsa i opatentowuje automatyczną obieraczkę do marchewek. Zarabia duże pieniądze, a konto Bugsa zostaje opróżnione. |    |                                                                                              |                                                                    |                                                              |
| 19.03.2012 | 12 | Podwójna randka (Double Date)                                                                | Bądź grzeczny (Be Polite)                                          | Willy Syzyf (Wile E. Sisyphus)                               |
| Daffy wygrywa konkurs i może spędzić z kimś romantyczny wieczór w ekskluzywnej restauracji. Lola daje mu parę porad, które Daffy odczytuje przy niej, przez co Lola zakochuje się w Daffym. Zaczyna być zazdrosna.                                                                           |    |                                                                                              |                                                                    |                                                              |
| 26.03.2012 | 13 | Złodziej gazet (Newspaper Thief)                                                             | Tasmańska balanga (Tasmanian Meltdown)                             | Pokonany w 60 parseków (Gone in 60 Parsecs)                  |
| Królik Bugs organizuje przyjęcie, na którym Daffy ma przeprosić sąsiadów za swoje zachowanie i czyny. Daffy orientuje się, że ktoś ukradł jego gazetę. Postanawia przeprowadzić śledztwo. |    |                                                                                              |                                                                    |                                                              |
| 27.08.2012 | 14 | Kręglić czy nie kręglić (To Bowl or Not to Bowl)                                             | Żółty ptaszek (Yellow Bird)                                        | Błędne koła (Vicious Cycles)                                 |
| Daffy wraz ze swoją drużyną „Kaczory Daffy’ego” chce wygrać zawody w kręgle. Gdy Porky jest kontuzjowany, jego miejsce zastępuje Bugs, który całkiem nieźle gra w kręgle. Daffy staje się zazdrosny o to, że wszyscy zaczynają podziwiać Bugsa.                                              |    |                                                                                              |                                                                    |                                                              |
| 03.09.2012 | 15 | Dobra robota (Bugs and Daffy Get a Job)                                                      |                                                                    | Most złamanych serc (Heartbreak Bridge)                      |
| Bugs nie może spać z powodu chrapania Daffy’ego. Kaczor udaje się do lekarza, gdzie zostaje mu zoperowany dziób. Natomiast Bugs dostaje pracę w biurze obok Porky’ego. |    |                                                                                              |                                                                    |                                                              |
| 10.09.2012 | 16 | To moje dziecko (That’s My Baby)                                                             | Skunksi funk (Skunk Funk)                                          | Kamo-kojot (Camo-Coyote)                                     |
| Tina opiekuje się dzieckiem siostry, musi jednak oddać je pod opiekę Daffy’ego. Kaczor nie radzi sobie z opieką, z czasem jednak zaprzyjaźnia się z dzieckiem. Bugs zaś stara się powstrzymać Porky’ego przed wydaniem pieniędzy na rzeczy, których nie potrzebuje.                          |    |                                                                                              |                                                                    |                                                              |
| 17.09.2012 | 17 | Na niedzielne wypady (Sunday Night Slice)                                                    | Kaczor Daffy czarodziej (Daffy Duck The Wizard)                    | Popuszczaj kojota (Go Fly a Coyote)                          |
| Zostaje zamknięta restauracja, w której Bugs, Daffy i Porky spędzali każdą niedzielę. Aby mieć gdzie spędzać czas Bugs kupuje restaurację. |    |                                                                                              |                                                                    |                                                              |
| 24.09.2012 | 18 | Wydział komunikacji (DMV)                                                                    |                                                                    | Niedziałający pilot (Remote Out of Control)                  |
| Daffy zostaje zatrzymany przez policję, gdyż prowadzi auto bez prawa jazdy. Musi zdać egzamin. Sprawy przybierają nieoczekiwany obrót i na egzamin trafiają także Porky i Lola. |    |                                                                                              |                                                                    |                                                              |
| 01.10.2012 | 19 | Glina po służbie (Off Duty Cop)                                                              |                                                                    | Upadék na pupę (Butte E. Fall)                               |
| Daffy udaje się wraz z Porkym na zlot fanów aktora z ulubionego serialu Daffy’ego. Gdy kaczor odkrywa, że ten aktor tak naprawdę nie jest gliną, sam postanawia zostać samozwańczym stróżem prawa. Tymczasem Bugs uzależnia się od kofeiny.                                                  |    |                                                                                              |                                                                    |                                                              |
| 08.10.2012 | 20 | Kaczka pracująca (Working Duck)                                                              | Pizzarriba                                                         | Kolejny nietopech (Another Bat Idea)                         |
| Bugs zmusza Daffy’ego do podjęcia pracy w pewnej korporacji. Kaczor zostaje tam muffiniarzem. Szefem biura okazuje się być Kurak. Zamierza zatrudnić Daffy’ego jako swojego zastępcę. |    |                                                                                              |                                                                    |                                                              |
| 15.10.2012 | 21 | Frytki (French Fries)                                                                        | Dzień prezydenta (Presidents’ Day)                                 |                                                              |
| Daffy i Porky kłócą się z powodu frytek. Bugs postanawia załagodzić sytuację, ponieważ chce iść na mecz, na który Porky ma bilety. |    |                                                                                              |                                                                    |                                                              |
| 22.10.2012 | 22 | Szkoła Piękności (Beauty School)                                                             | Robot, co serce ma (Giant Robot Love)                              |                                                              |
| Tina chce ukończyć szkołę fryzjerską. Ponieważ nie ma ona talentu, Daffy postanawia jej pomóc. Bugs przebiera się za kobietę, by pójść z Porkym na lekcje tańca. Speedy zakochuje się w nim.                                                                                                 |    |                                                                                              |                                                                    |                                                              |
| 29.10.2012 | 23 | Platforma (The Float)                                                                        | Co kto lubi (You Like/I Like)                                      |                                                              |
| Daffy wjeżdża swoją platformą paradną do myjni. Ta zostaje zniszczona. Daffy, potrzebując pieniędzy na nową, wyłudza je od Porky’ego. Gdy ten dowiaduje się prawdy, konfrontacja jest nieunikniona.                                                                                          |    |                                                                                              |                                                                    |                                                              |
| 05.11.2012 | 24 | Półka (The Shelf)                                                                            | Tandeta (Chintzy)                                                  | Przepadł z wiatrem (Goner With the Wind)                     |
| Królik Bugs otrzymuje Nagrodę Nobla, którą chce eksponować w mieszkaniu. W tym celu postanawia zamontować półkę w domu. Jako że nie zamierza korzystać z usług fachowców, sam zabiera się za zamontowanie półki, przez co doprowadza dom do ruiny.                                           |    |                                                                                              |                                                                    |                                                              |
| 12.11.2012 | 25 | Dalej, Laser, Dalej (Point, Laser, Point)                                                    | Stolik dla jednej osoby (Table for One)                            | Zamknij pułapkę (Shut Your Trap)                             |
| Sylwester trafia do wiedźmy Hazel przez jego obsesję na punkcie czerwonego lasera. Tymczasem Bugs i Daffy postanawiają umilić życie jego właścicielce, czyli Babci. |    |                                                                                              |                                                                    |                                                              |
| 19.11.2012 | 26 | Muh-Muh-Muh-Morderca (The Muh-Muh-Muh-Murder)                                                |                                                                    |                                                              |
| Lola łamie nogę, przez co Bugs musi udać się do szpitala. Ponieważ Daffy nie ma kluczy do mieszkania, postanawia przez chwilę pomieszkać z Porkym. Dziwny zbieg okoliczności powoduje, że Daffy zaczyna podejrzewać Porky’ego o morderstwo.                                                  |    |                                                                                              |                                                                    |                                                              |
| SEZON DRUGI |    |                                                                                              |                                                                    |                                                              |
| |    |                                                                                              |                                                                    |                                                              |
| 01.04.2013 | 27 | Masz email pełen nienawiści (You’ve Got Hate Mail)                                           |                                                                    |                                                              |
| Daffy pisze maila, w którym opisuje to, czego nie lubi w swoich znajomych. Nie ma zamiaru go wysyłać, jednak przypadkiem tak właśnie czyni. Tymczasem Bugs ma się znaleźć na zdjęciu rodzinnym Loli. Przypadkiem łamie sobie zęba.                                                           |    |                                                                                              |                                                                    |                                                              |
| 08.04.2013 | 28 | Rysie na trzy (Bobcats on Three!)                                                            | Laser (Laser Beam)                                                 |                                                              |
| |    |                                                                                              |                                                                    |                                                              |
| 15.04.2013 | 29 | Malutki Gofer (Itsy Bitsy Gopher)                                                            | Wąsy (Moostache)                                                   |                                                              |
| |    |                                                                                              |                                                                    |                                                              |
| 22.04.2013 | 30 | Buntownik bez rękawiczek (Rebel Without a Glove)                                             |                                                                    |                                                              |
| Daffy zostaje profesorem na uczelni, do której uczęszcza Porky. Tymczasem Bugs traci swoje słynne rękawiczki i kompletnie zmienia swoją osobowość. |    |                                                                                              |                                                                    |                                                              |
| 29.04.2013 | 31 | Zawsze kłamiący (Semper Lie)                                                                 |                                                                    |                                                              |
| Bugs nie chce jechać z Porkym na festiwal brzoskwiń. Chcąc się od tego wymigać, wpada w spiralę kłamstw. |    |                                                                                              |                                                                    |                                                              |
| 06.05.2013 | 32 | Autorytety (Father Figures)                                                                  |                                                                    |                                                              |
| Kurak zostaje autorytetem Daffy’ego. Zaczynają się przyjaźnić jak ojciec z synem. Postanawiają wziąć udział w zawodach ojców i synów. |    |                                                                                              |                                                                    |                                                              |
| 13.05.2013 | 33 | Biuro Obsługi Klienta (Customer Service)                                                     |                                                                    |                                                              |
| |    |                                                                                              |                                                                    |                                                              |
| 20.05.2013 | 34 | Ciacho, Drętwiak, Przeciętniak i Święty (The Stud, the Nerd, the Average Joe, and the Saint) |                                                                    |                                                              |
| |    |                                                                                              |                                                                    |                                                              |
| 27.05.2013 | 35 | To Torba (It’s a Handbag)                                                                    |                                                                    |                                                              |
| Daffy wybiera się do galerii. Tam zostaje skradziona jego torba. Kaczor zgłasza sprawę na policję, a ta odsyła go do wiedźmy Hazel, która go hipnotyzuje. |    |                                                                                              |                                                                    |                                                              |
| 23.12.2013 | 36 | Opowieść wigilijna (A Christmas Carol)                                                       |                                                                    |                                                              |
| Idą święta. Wszyscy tracą ducha świąt, gdy w grudniu temperatura sięga do 40 °C. Lola wystawia swoją wersję „Opowieści wigilijnej”, a Daffy i Kurak montują na Biegunie Północnym gigantyczny wiatrak, który ma zdmuchnąć śnieg do miasta.                                                   |    |                                                                                              |                                                                    |                                                              |
| 03.06.2013 | 37 | Na tropie wielkiej trufli (We’re In Big Truffle)                                             |                                                                    |                                                              |
| Daffy dowiaduje się od Speedy’ego, że trufle kosztują ogromną ilość pieniędzy. Mysz podpowiada mu też, że trufle odkopują świnie. Daffy postanawia wykorzystać w tym celu Porky’ego. Tymczasem Bugs i Lola opiekują się Gossamerem i przypadkiem zmieniają go w żabę.                        |    |                                                                                              |                                                                    |                                                              |
| 10.06.2013 | 38 | Drogi Johnie (Dear John)                                                                     | Pęknięte więzi (Drifting Apart)                                    |                                                              |
| Pewien łzawy film wpływa na wyobraźnię Loli. Króliczka zaczyna myśleć, że Bugs zrywa z nią. Nieoczekiwany zbieg okoliczności sprawia, że Bugs zaczyna myśleć podobnie. Daffy dowiaduje się, że Porky jest radnym i czerpie z tego duże korzyści. Wpada na pewien pomysł.                     |    |                                                                                              |                                                                    |                                                              |
| 17.06.2013 | 39 | Kaczor Daffy Adwokat (Daffy Duck, Esquire)                                                   |                                                                    |                                                              |
| Daffy chce się przypodobać ojcu Tiny. W tym celu postanawia udawać adwokata. Lola przypadkiem załatwia mu rozprawę sądową. Kaczor wmawia też ojcu Tiny, że dom Bugsa należy do Daffy’ego, a Bugs to jego lokator.                                                                            |    |                                                                                              |                                                                    |                                                              |
| 11.11.2013 | 40 | Rozwiń skrzydła i leć (Spread Those Wings and Fly)                                           |                                                                    |                                                              |
| Daffy i Porky udają się na wykład „Rozwiń skrzydła i leć”. Daffy bierze przesłanie zbyt dosłownie i postanawia nauczyć się latać. |    |                                                                                              |                                                                    |                                                              |
| 18.11.2013 | 41 | Czarna wdowa (The Black Widow)                                                               |                                                                    |                                                              |
| Lola gubi pożyczoną od matki bransoletę. Pod wpływem obejrzanego filmu postanawia udawać, że została ona skradziona przez niejaką Czarną Wdowę. Tymczasem Daffy i Porky wyjeżdżają na „ferie”.                                                                                               |    |                                                                                              |                                                                    |                                                              |
| 25.11.2013 | 42 | Pani Prosiakkrólik (Mrs. Porkbunny’s)                                                        | Wierny sobie (Stick To My Guns)                                    |                                                              |
| Bugs hoduje marchewki w ogrodzie i użycza część Porky’emu, który gotuje na planie filmowym. Wkrótce Bugs i Porky wpadają na pomysł założenia własnego biznesu, który nazywają „Pani Prosiakkrólik”.                                                                                          |    |                                                                                              |                                                                    |                                                              |
| 02.12.2013 | 43 | Wyprawa Gribblera (Gribbler’s Quest)                                                         | Kocham śpiewać (I Love to Sing-a) Paradna platforma (Parade Float) |                                                              |
| Daffy uzależnia się od robienia zakupów przez internet. Bugs natrafia na konsolkę, którą zakupił kaczor i uzależnia się od gier. Daffy zaczyna chodzić na terapię i postanawia uratować Bugsa od zgubnego uzależnienia.                                                                      |    |                                                                                              |                                                                    |                                                              |
| 09.12.2013 | 44 | Wielki stary książę Yorku (The Grand Old Duck of York)                                       | Testament Daffy’ego (Daffy’s Legacy)                               |                                                              |
| Po tym jak prawie się zadławił, Daffy postanawia zrobić to co zawsze chciał zrobić – nauczyć się grać na pianinie. |    |                                                                                              |                                                                    |                                                              |
| 16.12.2013 | 45 | Śmieszna podróż (Ridiculous Journey)                                                         |                                                                    |                                                              |
| |    |                                                                                              |                                                                    |                                                              |
| 23.12.2013 | 46 | Biznesik (The Shell Game)                                                                    | Wspaniały Bugs (Wonderful Bugs)                                    |                                                              |
| Bugs ma dość starego fotela Daffy’ego, więc wymienia go na nowy. Gdy okazuje się, że to dla kaczora cenna rzecz, postanawia odzyskać stary fotel. Przypadkiem potrąca Cecila. Chce załatwić z nim sprawę renowacji skorupy polubownie, ale Cecil domaga się coraz większej ilości pieniędzy. |    |                                                                                              |                                                                    |                                                              |
| 30.12.2013 | 47 | Rok Kaczki (Year of the Duck)                                                                |                                                                    |                                                              |
| Daffy postanawia polepszyć podupadający autorytet kaczorów. W tym celu zamierza wykorzystać Tinę, która ma wystartować w konkursie piękności. Lola namawia Bugsa, aby poprowadził ten konkurs.                                                                                               |    |                                                                                              |                                                                    |                                                              |
| 06.01.2014 | 48 | Gossamer to Triumfer (Gossamer is Awesomer)                                                  |                                                                    |                                                              |
| Gossamer startuje na przewodniczącego szkoły. Daffy pomaga mu pozyskać głosy. |    |                                                                                              |                                                                    |                                                              |
| 13.01.2014 | 49 | Pojawienie się Becky (Here Comes the Pig)                                                    |                                                                    |                                                              |
| Porky dostaje zaproszenie na ślub Becky, jego dawnej znajomej ze szkoły. Daffy w ostatniej chwili przekonuje go, by przyjechał. Porky poznaje tam uroczą świnkę, Petunię. |    |                                                                                              |                                                                    |                                                              |
| 20.01.2014 | 50 | Pan Obżartuch (Mr. Weiner)                                                                   |                                                                    |                                                              |
| Daffy postanawia wziąć udział w konkursie jedzenia hot dogów. |    |                                                                                              |                                                                    |                                                              |
| 27.01.2014 | 51 | Kumple Podróż w czasie (Best Friends Redux)                                                  | Długouchy włóczęga (Long Eared Drifter)                            |                                                              |
| Do Bugsa przyjeżdża jego dawny przyjaciel, Rodney. Daffy jest zazdrosny. Stara się pozbyć Rodneya i jest tak zdesperowany, że nie zawaha się w tym celu użyć wehikułu czasu. Przypadkiem zmienia bieg historii i musi to odkręcić.                                                           |    |                                                                                              |                                                                    |                                                              |
| 03.02.2014 | 52 | SuperKrólik (SuperRabbit)                                                                    |                                                                    |                                                              |
| W odcinku poznajemy alternatywną historię królika Bugsa. Jest on superbohaterem i mieszka w Metropolis, gdzie ratuje mieszkańców przed złoczyńcami, m.in. Braniac’iem, Lexem Luthorem i generałem Zodem.                                                                                     |    |                                                                                              |                                                                    |                                                              |